# (73457) 2002 NZ43
(73457) 2002 NZ43 – planetoida z pasa głównego asteroid okrążająca Słońce w ciągu 7,81 lat w średniej odległości 3,93 j.a. Odkryta 12 lipca 2002 roku.